# Ріґан Лаушер
Ріґан Лаушер (англ. Regan Lauscher; 21 лютого 1980, м. Саскатун, Канада) — канадська саночниця, яка виступає в санному спорті на професіональному рівні з 2000 року. В національній команді, учасник зимових Олімпійських ігор в 2002 (12 місце), 2006 (10 місце) і 2010 році в одиночних змаганнях й стала 15-ю в табелі рангів. Має численні успіхи на світових форумах саночників, але опісля серйозних травм та операцій двох пліч доволі складно входить в новий спортивний ритм й починаючи з 2008 року закріпилася в 20-ці найкращих саночниць світу (до періоду травм входила в число найкращих 10 саночниць).